# Sudoměřice
Sudoměřice (en allemand : Sudomierschitz) est une commune du district de Hodonín, dans la région de Moravie-du-Sud, en République tchèque. Sa population s'élevait à 1 262 habitants en 2020.

## Géographie
Sudoměřice se trouve à 10 km à l'est de Hodonín, à 60 km au sud-est de Brno et à 245 km au sud-est de Prague.
La commune est limitée par Rohatec au nord, par Petrov et Strážnice à l'est, par Bzenec au sud-est, et par la Slovaquie au sud et à l'ouest.

## Histoire
La première mention écrite de la localité remonte aux environs de 1261.